# Werner Heldt

Werner Heldt: WH, Titelblatt der Mappe Berlin, 1949 (Seel 629), Lithographie, 42 × 30 cm, Berlinische Galerie

Felix Martin Werner Heldt (* 17. November 1904 in Berlin-Mitte; † 3. Oktober 1954 in Sant’Angelo, Ischia) war ein deutscher Maler und Grafiker. Sein Werk umfasst über 700 Gemälde und Grafiken, hauptsächlich Kohle- und Tuschezeichnungen. Daneben schrieb er Gedichte, Essays und Prosatexte, die vorwiegend im Kontext seines bildnerischen Werks beachtet werden. Heldts Hauptwerk entstand nach dem Zweiten Weltkrieg. Er galt als wichtige Künstlerpersönlichkeit der Nachkriegszeit, insbesondere in der Berliner Kunstszene. Später nahm die öffentliche Wahrnehmung für sein Werk ab.
Heldt ist bekannt für Stadtbilder seiner Heimatstadt Berlin, in denen menschenleere Straßen und einsame Gebäude eine Stimmung von Melancholie erzeugen. Das Sujet verknüpfte er mit Fensterbildern und bedeutungstragenden Stillleben. In diese Reihe gehört Fensterausblick mit totem Vogel, das als Schlüsselwerk Heldts nach seiner Kriegsgefangenschaft gilt. Mit dem Motiv Berlin am Meer schuf er ein Sinnbild der zerstörten Stadt nach dem Krieg. Massenszenen wie die oft publizierte Zeichnung Meeting (Aufmarsch der Nullen) entsprangen Heldts kritischer Beschäftigung mit dem Phänomen der Masse. In seinem Spätwerk bestimmen unter dem Einfluss des Kubismus geometrische Formen das Stadtbild, die Häuser wirken wie Kulissen und werden zu Fächern gereiht.

## Leben

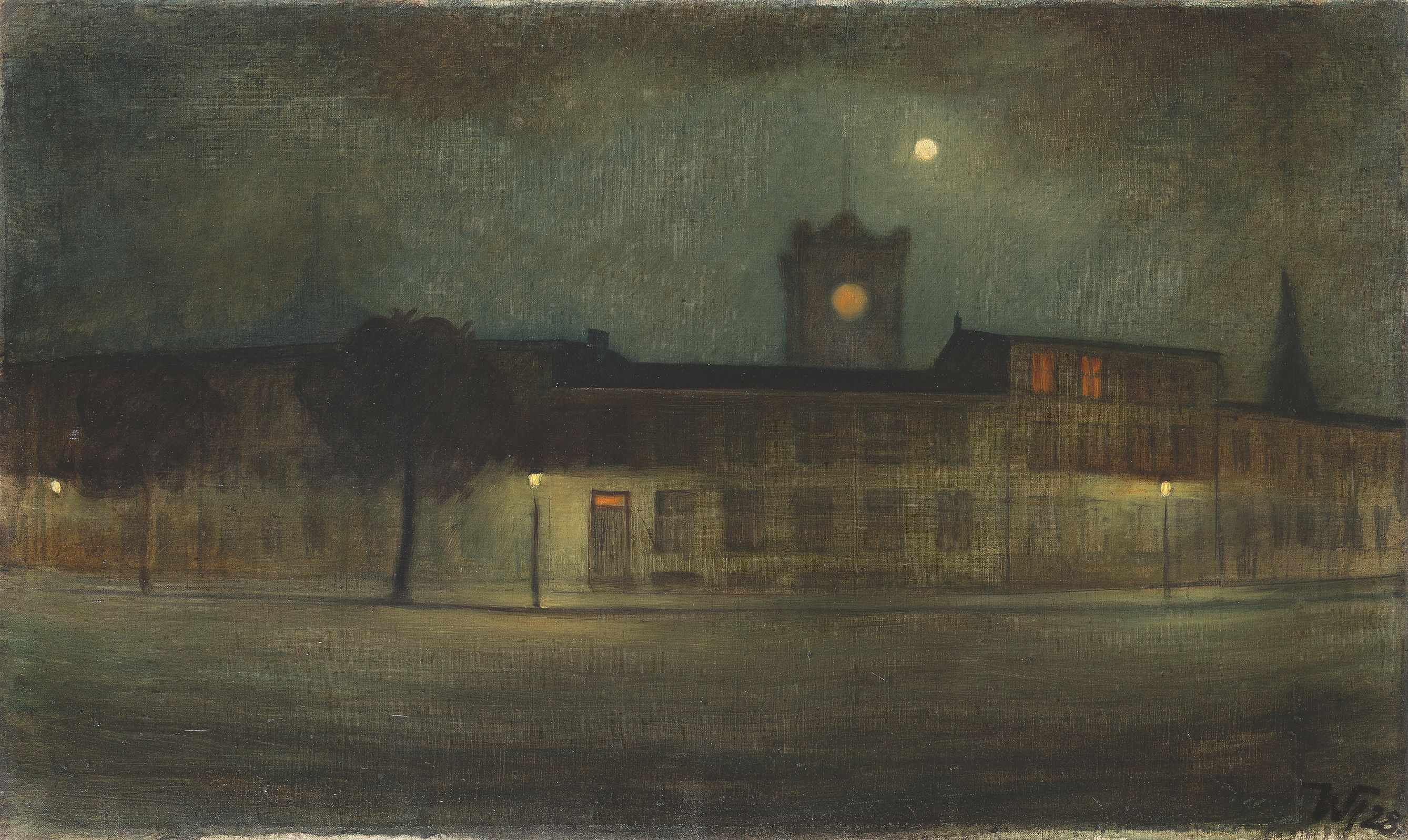
Werner Heldt: Klosterstraße bei Gasbeleuchtung, 1928 (Seel 80), Öl auf Leinwand. 60,5 × 100,5 cm, Privatsammlung

Heldt entstammte einer alten Berliner Familie; sein erster Berliner Vorfahr war bereits unter dem Großen Kurfürsten in die Stadt gekommen. Heldt war der dritte Sohn von Karl Martin Paul Heldt (1867–1933) und Friederike Lucie Heldt, geborene Weber (1867–1947). Der Vater war Pfarrer an der Berliner Parochialkirche. Im Pfarrhaus in der Klosterstraße lebte Heldt mit kurzen Unterbrechungen bis 1933. In seiner Jugend hatte er breit gefächerte künstlerische Interessen, schrieb literarische Texte, spielte Klavier, Orgel und Querflöte. Nach dem Abitur 1922 am Gymnasium zum Grauen Kloster besuchte er von 1925 bis 1926 die Kunstgewerbeschule in Berlin. Von 1926 bis 1930 studierte er an der Hochschule für die bildenden Künste in Charlottenburg. Er war in der Klasse von Maximilian Klewer, der allerdings wenig Einfluss auf Heldts Stil hatte.
Zu dieser Zeit lernte er den von ihm verehrten Heinrich Zille kennen. Die Freundschaft mit dem über 50 Jahre älteren Künstleroriginal währte bis zu dessen Tod. Heldt teilte mit Zille den Hang zum Milieu und verbrachte die Nächte in Kneipen. Der Hang zum Alkohol begleitete ihn zeit seines Lebens. Er war homosexuell, bemühte sich aber angesichts der elterlichen Moralvorstellungen um den Aufbau einer „normalen Existenz“. Seine Hoffnungen zerschlugen sich 1929, als seine Freundin „Lo“ bei einem Motorradunfall mit einem Nebenbuhler starb. Dieses Ereignis war ein Einschnitt im Leben des Fünfundzwanzigjährigen und beendete seine „glückliche Zeit“. Das Trauma der verlorenen Jugendliebe verfolgte ihn bis zu seinem Tod. Verweise auf sie durchziehen sein ganzes Werk. In knabenhafter Gestalt erscheint sie in seinen Bildern, nach 1945 ist häufig der Schriftzug „Lo“ auszumachen. Heldt, der wegen seiner homosexuellen Veranlagung eine gesellschaftliche Stigmatisierung fürchtete, fühlte sich bestärkt in seiner Rolle als Außenseiter und Einzelgänger. Unter Schuldgefühlen und Depressionen leidend begab er sich in psychoanalytische Behandlung, die bis 1933 andauerte.

Werner Heldt: Straße in Andraitx, um 1933/35 (Seel 255), Öl auf Leinwand, 70,5 × 61,4 cm, Galerie Brusberg

Im Frühjahr 1933, kurz nachdem die Nationalsozialisten die Macht übernommen hatten, verließ Heldt das Deutsche Reich, in dem er sich nicht mehr sicher fühlte. Er emigrierte nach Mallorca und ließ sich an der Südspitze der Insel in Andraitx sowie im nahen Hafen Porto de Andraitx nieder. Hier lebte er in ärmlichen Verhältnissen und isoliert. Nur mit dem örtlichen Pfarrer hatte er näheren Kontakt. Im Herbst 1933 starb sein Vater, ein Ereignis, das Heldt in eine schwere Krise stürzte. Unter Einsamkeit und Selbstvorwürfen leidend, weitete sich die geistige Lähmung auf seinen rechten Arm aus, eine psychosomatische Störung, die sich in späteren Lebensphasen wiederholte. Im Jahr 1935 konvertierte Heldt zum katholischen Glauben. Über die Hintergründe dieses für den Sohn eines protestantischen Pfarrers sehr prinzipiellen Schritts ist wenig bekannt. Der Faschismus holte Heldt auch in Mallorca ein. Nach dem Ausbruch des Spanischen Bürgerkriegs wurde er 1936 abgeschoben und kehrte ins Dritte Reich zurück. In Berlin erhielt er ein Atelier in der Ateliergemeinschaft Klosterstraße. Trotz der äußerlich günstigen Umstände und einiger Freundschaften, die er in der Ateliergemeinschaft schloss, so etwa mit Hermann Teuber, Hermann Blumenthal und seiner Frau Maria, Herbert Tucholski und besonders Werner Gilles, war Heldt in diesen Jahren kaum zur Arbeit imstande. Vor allem wegen seiner Homosexualität fürchtete er eine Verfolgung durch die Gestapo.
1940 wurde Heldt in die Wehrmacht einberufen und kam zur Flugabwehr nach Westeuropa. Aufzeichnungen aus dem Krieg schwankten zwischen Euphorie, Ängsten und Depressionen. Der Soldat wider Willen bemühte sich, im strengen Reglement nicht aufzufallen. Erst gegen Ende des Krieges begann er unter dem Bedürfnis, die verlorenen Lebensjahre aufzuholen, wieder zu schreiben und führte Tagebuch. Im Mai 1945 geriet er in britische Kriegsgefangenschaft und kehrte nach der Freilassung nach Berlin zurück, wo er im Sowjetischen Sektor wohnte. Die ersten Nachkriegsjahre waren von Mangel und Krankheit bestimmt. In die Hoffnung, die Heldt mit der Befreiung vom Naziregime verknüpft hatte, mischten sich bald die alten Ängste und Depressionen. Ausbrüche der Schaffenskraft wechselten mit Phasen der Niedergeschlagenheit und Apathie. Heldt stand selbst kaum in der Öffentlichkeit, die Kontakte zur Kunstszene liefen über die Galerien Rosen und Bremer. Das Jahr 1947 endet mit zwei Schicksalsschlägen, die ihn an den Rand des Suizids trieben: Seine Mutter starb im Herbst, und Maria Blumenthal, eine Freundin aus der Ateliergemeinschaft, nahm sich das Leben. Ihre Annäherungsversuche waren von Heldt zuvor zurückgewiesen worden, der im Nachkriegsberlin seine Homosexualität auslebte, wie er in einem Brief an Werner Gilles beschrieb: „ich habe die Jungens lieber als je und lebe und empfinde intensiver als ich glaubte zu verdienen.“ Ihr Tod riss alte Wunden der Erinnerung an seine Jugendfreundin auf. Im Frühling 1948, kurz vor Beginn der Berlin-Blockade, wechselte Heldt nach Berlin-Wilmersdorf in den Britischen Sektor, wo er zunächst als Untermieter bei dem Kunsthistoriker Fritz Hellwag wohnte. Der Umzug markierte für ihn einen zweiten Neubeginn, in dem er seine Depressionen vorübergehend überwinden konnte.

Werner Heldt: Felslandschaft mit Küste, 1954 (Seel 794), Aquarell auf Papier. 38 × 58 cm, Neue Nationalgalerie

In den 1950er Jahren war Heldt oft krank, hatte Lähmungserscheinungen und geriet immer tiefer in den Teufelskreis aus Einsamkeit, Schuldgefühlen und Alkohol. Er trieb sich in den Berliner Straßen umher und hatte laut seinem Freund Eberhard Seel, der später seinen Nachlass verwaltete, viele falsche Freunde, die sich mit ihm schmückten, da er stets vornehm und amüsant aufgetreten sei. Um den Jahreswechsel 1953/54 baute er körperlich stark ab. Er brauchte medizinische Hilfe und wohnte vorübergehend bei Seel. Drei Träume, die er im Sommer 1954 niederschrieb, wurden zu einer Abrechnung mit seinem Glauben, der ihm keinen Halt mehr geben konnte, und der Erziehung durch seinen Vater, auf die er seine lebenslangen Schuldgefühle zurückführte. Auf Drängen seiner Freunde reiste Heldt im Sommer 1954 zu Werner Gilles nach Ischia in der Hoffnung, auf der Insel Ruhe zu finden. Verfolgt von Todesahnungen erlag er am 3. Oktober 1954 nach einer durchzechten Nacht einem Schlaganfall. Sein Grab befindet sich in Sant’Angelo, Ischia.

## Werk
Das Œuvre von Werner Heldt umfasst über 700 Gemälde und Grafiken. Die beiden Kunstgattungen sind eigenständig. Die Grafik diente nicht lediglich der Vorarbeit zu später ausgeführten Gemälden, sondern ermöglichte Heldt eine abweichende Themenwahl, insbesondere auch eine stärkere politische Reflexion des Zeitgeschehens. In seinen frühen Zeichnungen war die Zeichenkohle bestimmend, ab 1945 schuf er vor allem Tuschezeichnungen. Heldts Hauptwerk entstand in den Jahren 1945 bis 1954. Diese Periode blieb auch für seine öffentliche Wahrnehmung bestimmend. Von Heldts langjährigem Freund Eberhard Seel stammt ein Werkverzeichnis, das 1976 in der Monografie von Wieland Schmied veröffentlicht wurde. Es enthält nicht alle bekannten Werke Heldts, einige falsche Zuschreibungen wurden seither korrigiert. Der Nachlass Heldts wird im Deutschen Kunstarchiv des Germanischen Nationalmuseums in Nürnberg aufbewahrt. Die Berlinische Galerie besitzt die umfangreichste Sammlung von Gemälden und Zeichnungen sowie einen Teilnachlass.

### Künstlerischer Werdegang

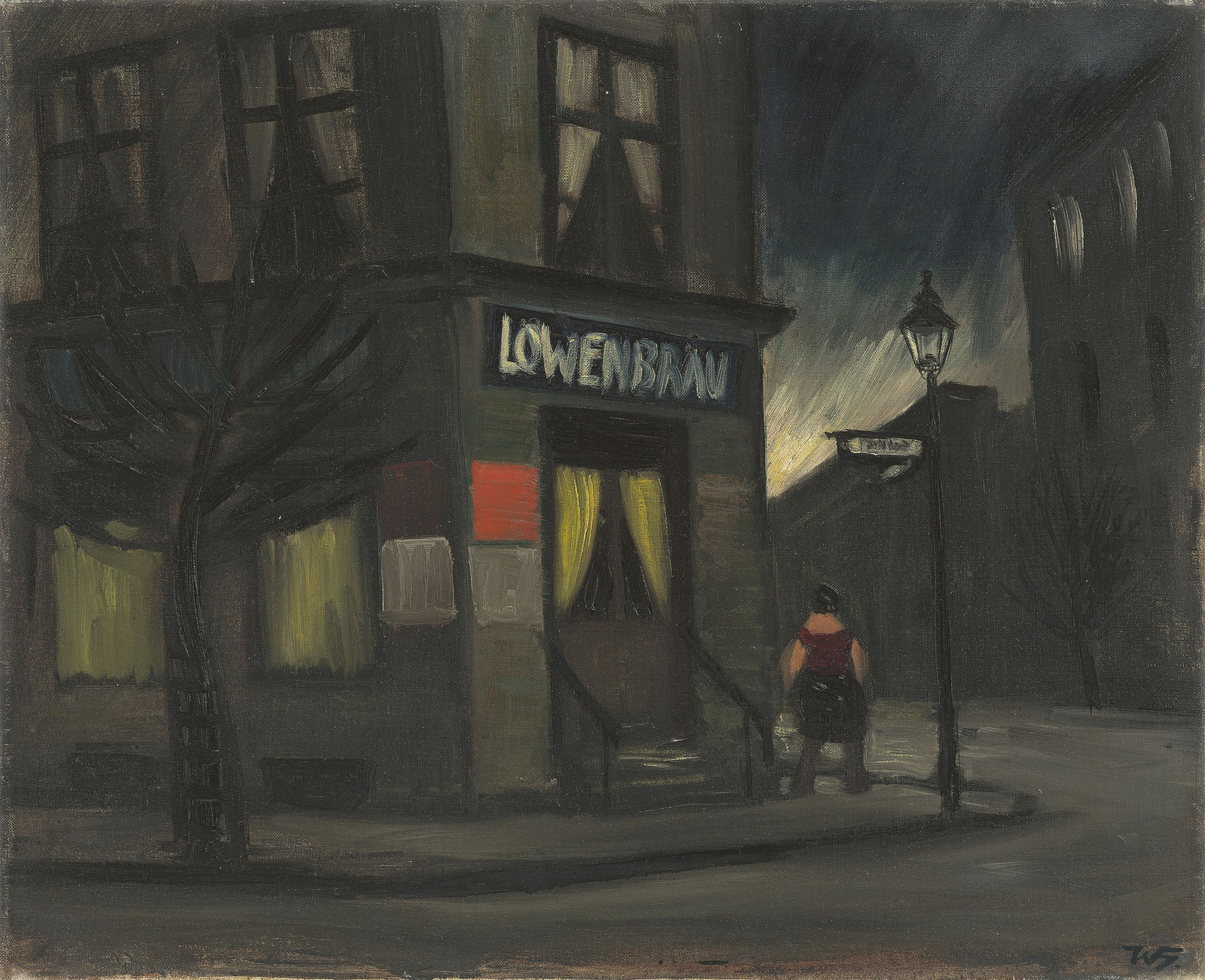
Werner Heldt: Altberliner Ecke, ca. 1928/29 (Seel 117), Öl auf Leinwand, 57 × 70 cm, Privatsammlung

Heldts erste Arbeiten datieren aus dem Jahr 1922. Es sind religiöse Sujets und burleske Genreszenen aus dem alten Berlin. Sowohl thematisch als auch im Stil ist der Einfluss Heinrich Zilles spürbar, Lucius Grisebach macht im Frühwerk aber auch noch den ungeübten Anfänger aus. Auffällig ist der geringe Einfluss der akademischen Ausbildung. Stattdessen entwickelte Heldt als Autodidakt einen bodenständigen und eher konventionellen als an der Moderne orientierten Malstil, in dem die Pinselstriche erkennbar bleiben und es keine Verfeinerungen im Farbauftrag gibt. Angestrebt wird Einfachheit und Klarheit in der Darstellung, Konturlinien verstärken die Flächenhaftigkeit Ende der 1920er noch weiter. Ende der 1920er Jahre verändern sich Heldts Stadtszenen wesentlich. Die vertraut-heimeligen Genredarstellungen weichen weiten Stadtfluchten, auch die Menschen verlassen die Straßen, werden ersetzt durch Häuserfassaden, Laternen und vereinzelten Zeichen von Vegetation.
Den Durchbruch für Heldts künstlerische Entwicklung markierte ein mehrwöchiger Parisaufenthalt im Jahr 1930. Insbesondere die Begegnung mit Maurice Utrillo war prägend für Heldts Werk. Utrillo war ein Einzelgänger wie Heldt, der ebenfalls stark dem Alkohol zusprach. Und Utrillo konzentrierte sich wie der junge Heldt in einer Ausschließlichkeit auf das Stadtbild, die sich bei keinem anderen Künstler wiederfindet. Die Auseinandersetzung mit Utrillo führte Heldt zu den Stilmitteln der modernen Malerei, den seit dem Impressionismus vorherrschenden hellen Farben und einer flächenhaften Bildgestaltung mit farblichen, nicht bloß zeichnerischen Mitteln. Heldt beschrieb im Rückblick eine von van Gogh, Rousseau und Utrillo ausgehende Erschütterung: „Ohne Kolorit gibt es keine Befreiung der Farbe.“ Während einige Arbeiten aus dieser Zeit sehr an Utrillos Montmartreszenen erinnern, entwickelte Heldt rasch seinen eigenen Stil, der, angefangen vom Sujet der Fensterbilder bis zum stofflichen Charakter der Malweise und der marmorartigen Textur der Brandmauern, bereits alle Elemente enthielt, die er nach dem Zweiten Weltkrieg weiter ausbauen sollte. Mit rund 80 Werken wurde das Jahr 1930 ein früher produktiver Höhepunkt in Heldts Werk, später nur noch übertroffen von den Jahren 1947 und 1949. Dagegen folgten in der Zeit zwischen 1931 und 1933 nur zwölf Arbeiten. Auffällig ist der Wechsel des Leitmediums in den folgenden Jahren: Von der Malerei wendet sich Heldt hauptsächlich der Zeichnung zu.

Werner Heldt: Sehnsucht nach Frieden, 1945 (Seel 348), Tusche auf Feldpostpapier, 29,4 × 18,5 cm, Staatliche Graphische Sammlung München

In Barcelona konnte Heldt 1933 die Architektur Antoni Gaudís studieren, die ihn nachhaltig beeindruckte und einige Zeichnungen inspirierte. Nach der Rückkehr aus Spanien stellte Heldt zwischen 1937 und 1940 erstmals Ölbilder und Zeichnungen in Galerien aus und erreichte damit ein größeres Publikum. Während des Weltkrieges half ihm die Stationierung in Westeuropa, den Kontakt zur Moderne zu halten. So kaufte er sich 1942 Reproduktionen von Werken Picassos wie Guernica und konnte in Belgien den 82-jährigen James Ensor sprechen. In den Kriegsjahren blieb Heldts künstlerische Arbeit auf Zeichnungen auf Feldpostpapier beschränkt. Sie sind hauptsächlich dem schon Anfang der 1930er Jahre begonnenen Motivkomplex der Traumzeichnungen zuzurechnen, die mit Heldts Rückzug in die Innerlichkeit einhergehen und auf seine Beschäftigung mit Sigmund Freud und C. G. Jung verweisen. Im Unterbewusstsein suchte Heldt das Ursprüngliche, von gesellschaftlichen Normen Unverfälschte. So ist auch seine Aussage zu verstehen: „So wie man träumt, so soll man malen!“ In der Rede einer Ausstellungseröffnungen zog Heldt 1947 den Vergleich der Bilder psychisch Kranker aus der Sammlung Prinzhorn mit moderner Kunst: „Wo ist der Unterschied zwischen der ‚Bildnerei der Geisteskranken‘ und den Bestrebungen der Kunst unserer Zeit?“ Vielmehr erkannte er eine Gemeinsamkeit: „Es war der halluzinante Blick! Das Leben als Traum, es war die Ahnung eines gewaltigen, den ewigen Urgrund unserer Menschenwelt bildenden Reiches voller Magie, bevölkert mit Engeln und Dämonen!“
Nach ersten Nachkriegsausstellungen im Vorjahr befand sich Heldt 1947 laut Thomas Föhl „auf dem Höhepunkt seines Schaffens“. In einem großen Kraftakt schuf er 120 Bilder und zahlreiche Texte, die von persönlichen Rechenschaftsberichten bis zu gesellschaftlichen Fragen des Kollektivschuld reichten. Er malte die in Trümmern liegende Heimatstadt, in der seine Vorstellung einer „großen, grauen Stadt am Meer“ Gestalt annahm. In den folgenden Jahren erfuhr Heldt erste öffentliche Erfolge. Sein Freund Eberhard Seel kümmerte sich gleichermaßen um Ausstellungsbeteiligungen wie um Verkäufe. 1950 wurde Heldt der Berliner Kunstpreis verliehen, die einzige öffentliche Ehrung, die er annahm, während er Angebote von Professuren mehrmals ausschlug. Heldt wurde Mitglied im Deutschen Künstlerbund und beteiligte sich an dessen Ausstellungen. 1951 schuf er das Ausstellungsplakat. Zudem war er Mitglied der Neuen Gruppe. 1953 gewann er einen Grafikwettbewerb des Vereins Die Freunde der bildenden Kunst.

Werner Heldt: Sonntagnachmittag, 1952 (Seel 744), Öl auf Leinwand, 63 × 109 cm, Berlinische Galerie

In den letzten vier Jahren vor seinem Tod entstanden unter Heldts schlechtem Gesundheitszustand nur wenig mehr als hundert Bilder. Seine letzten Bilder zeigen eine wachsende Tendenz zur Abstraktion. Die zuvor getrennten räumlichen Ebenen des Bildvordergrundes (häufig ein Fensterblick mit Stillleben) und Bildhintergrundes (der Ausblick auf die Stadt) wuchsen zusammen. Bildelemente aus Natur und Städtebau wurden in Anlehnung an den Kubismus zu Bausteinen für die Konstruktion neuer Bilder. Stephanie Tasch brachte dies auf die Formel „aus der nature morte wird eine ville morte“, die Architektur der Stadt wird zu Elementen eines Stilllebens. Es geht nicht länger um Stadtansichten, sondern laut Ralph Köhnen um „Zeichen, die ein bißchen wie Häuser aussehen“. Eine Besonderheit von Heldts Weg zur Abstraktion liegt für Annie Bardon darin, dass seine Kunst stets der Wirklichkeit und seiner Erfahrung von ihr verhaftet war, indem bis zuletzt einzelne, unzerteilte Gegenstände innerhalb des geometrischen Gefüges erkennbar blieben. Dabei verwendete Heldt neben Buchstaben einen wiederkehrenden Katalog von archetypischen Zeichen wie Mandoline, Pfeife und andere Objekte.
Postum wurde 1955 das Gemälde Sonntagnachmittag (1952) auf der ersten documenta ausgestellt. Auf der documenta II im Jahr 1959 folgten die Bilder Fensterausblick mit totem Vogel (1945, siehe unten), Stillleben mit Häusern (1948) und Berlin (1953). Auch international war Heldt in diesen Jahren präsent: In einer von Alfred Hentzen für die Tate Gallery kuratierten Ausstellung A Hundred Years of German Painting 1850–1950 wurden 1956 zwei Bilder Heldts gezeigt, darunter abermals Sonntagnachmittag. Auf der Großen Kunstausstellung München 1963 im Haus der Kunst war Heldt ebenfalls vertreten.

### Einordnung
In seinem Essay Von Baudelaire bis Picasso (1929) benannte Heldt seine künstlerischen Vorbilder. Die Reihe umfasst Charles Meryon, Hercules Seghers, Antoni Gaudí, Vincent van Gogh, Eugène Delacroix, Édouard Manet, Paul Cézanne, Paul Gauguin, Maurice Utrillo, Henri Rousseau, Pablo Picasso, Edvard Munch und James Ensor. Er betonte seine Vorliebe für alles „Traumhafte, Unheimliche, Geheimnisvolle, Grausame, Traurige“ und hob das Meer als Metapher für das Irreale und das kollektive Unbewusste im Sinne C. G. Jungs hervor. Schon in seinem frühen Essay brachte Heldt sein Interesse an der Modernen Kunst zum Ausdruck. Auch in späteren Schriften und Reden nahm er immer wieder Bezug auf diese Traditionslinie. Im weitesten Sinne kann man Heldt der verschollenen Generation zurechnen, den Malern, deren künstlerische Entwicklung durch den Nationalsozialismus behindert worden ist. Dennoch blieb er in der Kunst wie in seinem Leben ein Einzelgänger, der keine Stilrichtung geprägt oder wesentlich weiterentwickelt hat.
Heldts Stadtbilder gehen auf eine Tradition zurück, die bis in die Vedutenmalerei des 17. und 18. Jahrhunderts reicht. In seinem Frühwerk knüpfte Heldt an den Berliner Realismus an. Es sind Einflüsse von Adolph von Menzel, Lesser Ury, Hans Baluschek, Gustav Wunderwald und Heinrich Zille zu erkennen. Das Spätwerk zeigte dann allerdings laut Kristine Haarmann „ein ganz anderes, subjektives Berlin-Bild“. Heldt sei der „wichtigste Berliner Maler des magischen Realismus“ im Sinne eines Realismus in der Wiedergabe, der sogleich verfremdet werde mit Versatzstücken einer nicht existierenden Realität aus Phantasie und Vorstellungskraft. Franz Roh beschreibt in den Werken Heldts einen „surrealistischen Unterton“, auch wenn Verena Hein betont, dass er sich zwar mit der Stilrichtung beschäftigt, aber keine surrealistische
Bildsprache verwendet habe.
Stadtbilder, vor allem solche aus den Vororten, waren ein beliebtes Thema der Neuen Sachlichkeit. Werner Heldts Frühwerk folgte den Kriterien der Stilrichtung, insbesondere das von ihm adaptierte Fensterbild griff ein um 1930 beliebtes Sujet auf. Allerdings fehlte Heldt laut Verena Hein der „spitze Pinsel“ der Neuen Sachlichkeit, die Übergenauigkeit der Darstellung eines realistischen Motivs. Heldts Straßenszenen vermittelten eher eine Stimmung, den Eindruck von Stille. Nicht das Stadtpanorama als solches war für ihn darstellungswürdig, sondern der subjektive Blick des Künstlers auf den Raum. Laut Lucius Grisebach zeigen Heldts Stadtbilder zu der zeitgenössischen Kunstströmung nur eine Verwandtschaft im Stil – der Vereinfachung von Formen und Flächen –, während er an den Charakteristika der Örtlichkeiten wenig interessiert war und er die Verallgemeinerung zum Stimmungshaften suchte. Er zieht das Fazit: „Dem einsam durch die Stadt streichenden Maler Heldt wurde die menschenleere Straße zum Spiegel seiner Seele.“
Erhart Kästner brachte Heldts Werk auf die viel zitierte Formel: „Dieser Mensch hat immer nur an einem einzigen Bilde gemalt.“ Die Aussage wurde häufig negativ verstanden. Julia M. Nauhaus betont allerdings, dass Kästner gerade diese Konzentration, das wiederholte Ringen um eine künstlerische Aussage bewunderte. Trotz der künstlerischen Entwicklung und stilistischen Veränderung in seinem Werk, war Heldt laut Grisebach vor allem daran interessiert, „ein bildnerisches Äquivalent für seine Weltsicht zu entwickeln“. Jedes Bild sei eine Annäherung an immer dasselbe Thema gewesen, „ein neuer Versuch, aus den gleichen Motiven und mit denselben künstlerischen Mitteln ein noch vollkommeneres und treffenderes Bild zu malen.“ Gert H. Theunissen ergänzte: „nicht er suchte sich das Objekt aus, sondern der Gegenstand suchte ihn, fand ihn und ließ ihn nicht mehr los.“

### Werkgruppen

#### Stadtbilder

Werner Heldt: Friedhof an der Parochialkirche, 1927/50 (Seel 75), Öl auf Leinwand, 63 × 84 cm, ehem. Sammlung B (Kurt Brandes)

Das Stadtbild ist das zentrale Sujet im Werk Werner Heldts. Obwohl er weitgehend auf charakteristische Gebäude und Örtlichkeiten verzichtete, war bis auf wenige Ausnahmen seine Geburtsstadt Berlin Gegenstand der Betrachtung. Schon als 18-Jähriger malte er Straßenszenen, zuerst belebte Milieuschilderungen, später menschenleere Straßen. Mit abseitigen, verlassenen Orten, einsam stehenden Häusern und kahlen Mauern rief Heldt eine Stimmung von Einsamkeit und Melancholie hervor. Wiederholt kombinierte er die Stadtansicht mit einem Fensterbild. In dieser hybriden Bildgattung fand Heldt den Ausdruck seiner individuellen Position als Künstler und betrachtete mit distanziertem Blick die Außenwelt. Thomas Röske bezieht die Einführung des Sujets 1929 auf Heldts Auseinandersetzung mit seiner Homosexualität, die im selben Jahr zu einer Krise führte. Die Fensterbank ermögliche „das Überschreiten der Grenze zwischen Innen und Außen“.
Friedhof an der Parochialkirche (1927/50) ist eines der frühesten Hauptwerke Heldts. Wie auch Vorortstraße (1930/51) stellte Heldt das Bild erst nach dem Zweiten Weltkrieg fertig, fügte allerdings im Unterschied zu letzterem keine stilistischen Elemente hinzu, die auf die Periode nach 1945 verweisen. Auffällig ist der schneebedeckte, aber im eigentlichen Sinne leere Vordergrund. Auch Rosa Mauer (1930) hat eine solche Leerstelle: die kahle Brandmauer eines Hauses, ein häufiges Motiv in Heldts Werk. In Berliner Stadtbild (1930) verknüpfte Heldt erstmals Stadtbild, Fensterbild und Stillleben. Der kleine Bilderrahmen im Vordergrund wird als Verweis auf Heldts verstorbene Jugendliebe Lo gedeutet, der Fensterblick als Reflexion über Vergänglichkeit verstanden. Ein weiteres Fensterbild, Vorortstraße im Vorfrühling (1930), gilt als ein Hauptwerk in Heldts Frühwerk. Durch die Leerstellen wird an die Vorstellungskraft des Betrachters appelliert. Der Blick auf die Stadt verknüpft sich mit Erinnerung.

Vorortstraße, 1930/51 (Seel 165), Öl auf Leinwand, 56 × 100 cm, ehem. Sammlung B (Kurt Brandes)
Rosa Mauer, 1930 (Seel 159), Öl auf Leinwand, 60 × 95 cm, Hamburger Kunsthalle
Berliner Stadtbild, 1930 (Seel 162), Öl auf Leinwand, 75 × 101 cm, Neue Nationalgalerie
Vorortstraße im Vorfrühling, um 1930 (Seel 197), Öl auf Leinwand, 62,5 × 73 cm, Berlinische Galerie

#### Masse

Werner Heldt: Meeting (Aufmarsch der Nullen), 1933–1935 (Seel 319), Kohle auf Bütten, 47 × 63,3 cm, Berlinische Galerie

In seinem Essay Einige Beobachtungen über die Masse (1927 begonnen, mehrfach überarbeitet und erst 1935 im mallocarnischen Exil beendet) stellte Heldt den „schöpferischen Menschen“ einer Menge von Mitläufern, den so genannten „Massenstücken“, die den Einzelnen verfolgen und zu desorientieren versuchen, gegenüber. In der Schrift, die auf Einflüsse von Le Bon, Ortega y Gasset und Freud zurückging, untersuchte er Merkmale des Faschismus und artikulierte seine eigene Bedrohung als Künstler unter der Massenbewegung des Nationalsozialismus. Er zog den Befund: „Alleinsein ist gegenwärtig nicht in Mode.“
Auch in seinem bildnerischen Werk setzte sich Heldt mehrfach mit dem Phänomen der Masse auseinander. Zu den am häufigsten publizierten Bildern Heldts gehört die Kohlezeichnung Meeting (Aufmarsch der Nullen) (1933–1935), in der eine schier endlose Zahl von Nullen zum Köpfemeer einer Menschenansammlung wird. Heldt spielte hier auf die Massenaufmärsche der Nationalsozialisten an. Sowohl die Ziffer Null selbst als auch die Fahnen und Schilder ohne Inhalt stehen für den Verlust der Individualität.
Massenszenen finden sich bereits in den Revolutionszeichnungen von 1927 bis 1930, in denen sich Heldt mit Demonstrationen und Aufständen in einer urbanen Umgebung auseinandersetzte. Prägend hierfür war der Spartakusaufstand 1919, den er selbst miterlebte. In Aufruhr (Demonstration) (1928) bewegt sich ein Demonstrationszug auf den Betrachter zu. Aufruhr (1935) greift das Motiv im Exil wieder auf, aber die Gesichter sind nun ausgestaltet, werden zu Fratzen bis zur Karikatur eines zeitgenössischen Hitlerbarts. In Der Anführer (um 1935) gesellt sich zur Masse ihr Anführer, der die Balkonbrüstung erklimmt, den Betrachter ins Geschehen einbezieht und zu einer Stellungnahme zwingt. Nach dem Krieg beschäftigte auch Heldt die Schuldfrage des deutschen Volkes, so in le dictateur (1945), der Vision eines Diktators über der Menschenmenge, wobei der französische Titel für Distanz zum Geschehen sorgt.

Aufruhr (Demonstration), 1928 (Seel 102), Bleistift auf Papier, 21 × 33 cm, Privatsammlung
Aufruhr, 1935 (Seel 313), Kohle auf Ingres, 47 × 62,6 cm, Berlinische Galerie
Der Anführer, um 1935 (Seel 318), Kohle auf Ingres, 36 × 60 cm, Staatsgalerie Stuttgart
le dictateur, 1945 (o. WVZ), Tuschfeder auf Papier, 32 × 20,4 cm, Berlinische Galerie

#### Stillleben als Sinnbilder

Werner Heldt: Fensterausblick mit totem Vogel, 1945 (Seel 340), Tempera auf Holzfaserplatte, 85 × 99 cm, Sprengel Museum Hannover

Nach 1945 kehrte Heldt zu der hybriden Bildgattung aus Stadtbild und Fensterbild zurück, die er mit einem Stillleben kombinierte. Dieses Motiv diente gleichermaßen dem Blick nach innen als Aufarbeitung der jüngsten Vergangenheit, dem Blick nach außen auf eine nicht länger durch die nationalsozialistische Ideologie verstellte Gegenwart wie auch dem Sinnbild über die Gesellschaft und ihre Zukunft. Das erste Bild dieser Art war Fensterausblick mit totem Vogel (1945), das als Schlüsselwerk Heldts nach der Kriegsgefangenschaft gilt, um dessen Datierung aber gestritten wird. Das Bild vereint mehrere Vanitas-Symbole, bildbestimmend ist eine tote Krähe, die in Umkehr ihrer üblichen Funktion als Unglücksbotin das Ende der Schrecken des Krieges verkündet.
Une gifle aux Nazis (Stillleben) (1952) ist eine Abrechnung mit der nationalsozialistischen Vergangenheit („gifle“ ist französisch für Ohrfeige). Der gerahmte Schattenriss auf dem Tisch ist umgestürzt. Er bezieht sich auf einen Wandschmuck in Heldts Elternhaus und steht für das alte Wertesystem. Der Schattenriss begegnet bereits in Stillleben auf dem Balkon (Stillleben am Fenster mit Medaillon und Krug) (1950), wo er auf eine Hauswand projiziert wird. In diesem Werk ist auch das Fehlen jeder Räumlichkeit zugunsten Mustern und Ornamenten auffällig. In Oktobernachmittag (mit Totenkopf) (1952) steht der Totenkopf für die Vergänglichkeit, während sich das Eichenlaub unterschiedlich deuten lässt, einerseits als Verweis auf militärische Ordenssymbolik, andererseits auf die jüngst eingeführte Deutsche Mark. In Häuser mit Stillleben (1950) ist es ein Nierentisch, der für die neue Zeit steht, den extravaganten Stil der 1950er Jahre.

Une gifle aux Nazis (Stillleben), 1952 (Seel 736), Öl auf Leinwand, 100 × 70 cm, Privatsammlung
Stillleben auf dem Balkon (Stillleben am Fenster mit Medaillon und Krug), 1950 (Seel 648), Öl auf Leinwand, 58 × 70 cm, Galerie Brusberg
Oktobernachmittag (mit Totenkopf), 1952 (Seel 747), Öl auf Leinwand, 56 × 98 cm, Städtische Galerie Wolfsburg
Häuser mit Stillleben, 1950 (Seel 650), Öl auf Leinwand, 58,5 × 70,5 cm, Von der Heydt-Museum, Wuppertal

#### Berlin am Meer

Werner Heldt: Berlin am Meer, 1948 (Seel 499), Öl auf Leinwand, 39,8 × 58,5 cm, Privatsammlung

Mit dem Motiv Berlin am Meer gelang Heldt eine eigenständige Bildfindung, die zum Sinnbild der Nachkriegszeit wurde und Heldt zu einem Vorreiter der in Deutschland Einzug haltenden Moderne machte. Der Begriff verweist auf das Trümmermeer der im Zweiten Weltkrieg zerstörten Stadt. Er transformiert die menschgemachte Zerstörung in eine metaphorische Naturkatastrophe, die urtümlichen Kräfte einer Überschwemmung. Heldt kommentierte: „Ich habe in meinen Bildern immer den Sieg der Natur über das Menschenwerk dargestellt.“ Dabei wird die Naturkatastrophe nicht bloß als Übel gezeigt; mit der Zerstörung geht auch die Befreiung von den Nationalsozialisten einher. Die Stadt Berlin bleibt ihrem Wesen nach erhalten und kann neu aufgebaut werden. Die biblische Sintflut spielt ebenso in die Chiffre des Meeres wie das Unbewusste, aber auch der Trost der ewigen Wiederkehr.
Das Gemälde Berlin am Meer (1948) ist eines der Hauptwerke in Heldts Schaffen. Es vereint die Motivgruppen Stadt- und Fensterbild mit den Symbolen Schiff und Meer und weckt eine Stimmung von Vergänglichkeit, Melancholie und Trost. In der Tuschzeichnung Berlin am Meer (1949) taucht sogar ein Fisch auf, ein einzigartiges Symbol in Heldts Werk, das auch christlich gedeutet werden kann. Auffällig ist das Gesicht mit maskenhaften Zügen. In einer weiteren Tuschzeichnung aus demselben Jahr ist es eine allgemeine Naturkatastrophe, in der sich Fluss, Meer und Geröll kaum unterscheiden lassen, die für das Gefühl von Erschütterung sorgt. Man beachte auch hier den Schattenriss und die Buchstabenfolge „Lo“, den Namen von Heldts verlorener Jugendliebe. Das Gemälde Berlin am Meer (Das Café) (1950) zeigt den Übergang eines Flusses zum metaphorischen Meer, das ein isoliert stehendes Haus umspült. In Berlin am Meer (1952) sind in einer ansonsten intakten Stadt die Straßen zu Wasserstraßen geworden, auf denen ein Segelschiff verkehrt.

Berlin am Meer, 1949 (Seel 614), Tusche auf Papier, 36,5 × 49 cm, Hamburger Kunsthalle
Berlin am Meer, 1949 (Seel 615), Tusche auf Papier, 32,4 × 48,8 cm, Kupferstichkabinett Berlin
Berlin am Meer (Das Café), 1950 (Seel 644), Öl auf Leinwand, 50 × 80 cm, Berlinische Galerie
Berlin am Meer, 1952 (Seel 740), Öl auf Leinwand, 48 × 84 cm, ehem. Sammlung B (Kurt Brandes)

#### Häuserkulissen und Häuserfächer

Werner Heldt: Eisheiligentag, 1950 (Seel 645), Öl auf Leinwand, 51 × 80 cm, Neue Nationalgalerie

Heldts letzte Lebensjahren standen unter einem zunehmenden Einfluss des synthetischen Kubismus. Der Bildgegenstand wird durch vorgefundene geometrische Formelemente neu erkundet, aber im Unterschied zum analytischen Kubismus nicht in Formen zerlegt. Das Stadtbild, nach wie vor Heldts zentrales Sujet, verändert sich: die Häuser werden zu Kulissen und schließlich zu fächerartig aufgereihten Ensembles. Häuserkulissen und Häuserfächer wirken wie Collagen, zusammengesetzt aus einzelnen Elementen, deren Brüche sichtbar bleiben. Die bislang bestimmende Stimmung der Melancholie weicht einer modernen, vom Gegenstand gelösten Formsprache.
Eines von Heldts Hauptwerken ist das Gemälde Eisheiligentag (1950). Es besteht aus einer Aneinanderreihung verschiedener Typen und Ansichten von Häusern: Schaufassaden, Brandmauern und Eckhäuser. Die kühlen Farben korrespondieren mit der titelgebenden Jahreszeit der Eisheiligen. In Pfingsttag (1952) löst Heldt seine charakteristische Brandmauer in kubistische Formen auf. In den Häuserfächern verlieren die kubistischen Formen ihre Bildtiefe, Heldt arbeitet vorrangig mit Flächen. Typisch sind die reduzierten Formen und die wechselnden Farben, die für den Rhythmus der Darstellung sorgen. In Oktobertag (mit dem B) (1952) werden Schriftelemente Teil der Gestaltung, auch dies typisch für den Kubismus. Der Buchstabe B ist eine Hommage an den Sammler Kurt Brandes. In Häuserstillleben (Stadtansicht – Fächerbild) (1954) reihen sich die Häuserkulissen zu einem geschwungenen Fächer. Komposition (Berliner Häuser mit dem Ofenrohr) (1954) besteht nur noch aus Flächen, denen jedes Volumen fehlt. Es ist eines der letzten Bilder Heldts. Wieland Schmied urteilte hierzu: „Weiter konnte Heldt nicht gehen. Dahinter stand nur noch die reine Abstraktion.“

Pfingsttag, 1952 (Seel 737), Öltempera auf Leinwand, 54,5 × 64,5 cm, Neue Nationalgalerie
Oktobertag (mit dem B), 1952 (Seel 748), Öl auf Leinwand, 32 × 53 cm, Privatsammlung B (Kurt Brandes)
Häuserstillleben (Stadtansicht – Fächerbild), 1954 (Seel 791), Öl auf Leinwand, 60 × 105 cm, Berlinische Galerie
Komposition (Berliner Häuser mit dem Ofenrohr), 1954 (Seel 792), Öl auf Leinwand, 80 × 140 cm, Neue Nationalgalerie

### Schriften
Neben der bildenden Kunst war Heldt auch schriftstellerisch tätig. Er schrieb Gedichte, Essays sowie Prosatexte und führte Tagebuch. Zum Teil wurde er als „Malerpoet“ bezeichnet. Heldts frühe Schriften waren nicht zur Veröffentlichung vorgesehen, Gelegenheitsgedichte verteilte er an seine Freunde. Erst nach 1945 publizierte er auch literarische Werke, so 1948 Sechs Fabeln vom Hochmut in der Literaturzeitschrift Journal. Weitere Texte schrieb er für die von Fritz Hellwag mitherausgegebene Zeitschrift Athena und das Künstlerkabarett Die Badewanne. Vor allem führte aber seine Stellung in der Berliner Kunstszene zu jener Zeit zu vielen Reden und Vorworten für Ausstellungen und Publikationen befreundeter Künstler.
Als 1968 erstmals eine Auswahl von Gedichten und Prosatexten in einem Katalog erschien, war die Entscheidung umstritten. Heldts Freund Eberhard Seel etwa urteilte: „Man sollte m. E. nur das Beste bringen. Werner war Maler und nicht Schriftsteller. Wer schreibt nicht auch? Das soll in keinem Falle eine Minderbewertung von Werner’s schriftlicher Betätigung sein, aber sein Ruhm wird
immer sein bildnerisches Werk sein und bleiben.“ Wieland Schmied sprach sich gegen die Veröffentlichung des grundlegenden Essays Einige Beobachtungen über die Masse aus und nannte ihn „Überlegungen des jungen, noch nicht reifen Werner Heldt, der überdies niemals ein Essayist oder ein großer Denker gewesen ist“. Für Kristine Haarmann sind Heldts Schriften sowohl „Begleitung seiner eigentlichen Profession“ als auch Zeugnisse „vom Willen, von der Obsession, zur umfassenden Gestaltung seines Berlins.“
Häufig zitiert wird Heldts Gedicht Meine Heimat (auch nur Heimat) aus dem Jahr 1932, dessen erste Strophe lautet:
„Ich bin in einer großen, grauen Stadt geboren,

Wo ewig Regen in ein Meer von Dächern fällt,

Und ihre Grenzen sind am Horizont verloren.

Die Graue Stadt ist meine Heimat, meine Welt.“
Laut Verena Heim steht das Gedicht als „Leitsatz für das gesamte Schaffen“ Heldts. Es ist eine schwermütige Elegie in vier Strophen, in der Natur und Stadt die sentimentale Stimmung des lyrischen Ichs widerspiegeln, stilistisch an Baudelaires Sonett Spleen bzw. Trübsinn aus Les Fleurs du Mal angelehnt. Das Gedicht ist vor dem Wandel von sowohl Heldts Leben als auch Deutschland in dieser Zeit zu verstehen. Die Verbindung seiner Heimatstadt Berlin mit seinem Gespür für gesellschaftliche Veränderungen bildete das Fundament von Heldts Werk.

## Rezeption
In der Nachkriegszeit zählte Werner Heldt zu den herausragenden Künstlerpersönlichkeiten und wurde etwa als „die Zentralfigur der Berliner Nachkriegsmalerei“ bezeichnet. Dabei ist sein Œuvre stark mit dem Zeitgeschehen verknüpft, mit Fragen nach Widerstand und Anpassung oder einer Stunde Null. Laut Grisebach galt er „als der typische karge Künstler“ der 1950er Jahre. In der gesellschaftlichen Fortentwicklung der folgenden Jahrzehnte empfand das Publikum seine Kunst als immer weniger zeitgemäß. Dies änderte sich erst durch eine Wiederentdeckung in den 1980er Jahren. Wieland Schmied urteilte 1976: „Bei wenigen deutschen Künstlern der Nachkriegszeit scheint die Diskrepanz zwischen dem Rang ihres Werkes und seiner Publizität so gravierend wie bei Werner Heldt“. Auch 40 Jahre später schloss sich Verena Hein noch diesem Urteil an und beklagte das Missverhältnis von Heldts künstlerischer Bedeutung zur Forschung über sein Werk.
Laut Hein hat Heldt in seinem Werk „die Quintessenz der Stadt“ Berlin konserviert. Spätere Berliner Maler haben auf seine Formsprache zurückgegriffen, so etwa Horst Strempel, Rudolf Kügler, Karl Horst Hödicke und Dieter Hacker. Auch Porträts der Stadt in anderen visuelle Medien zeigen eine Verwandtschaft zu Heldt. Der Filmemacher Wim Wenders kommentierte, dass er in seinem Film Der Himmel über Berlin (1987) die „Niemandsländer“ der Stadt gesucht habe: „Ich hatte das Gefühl, diese Stadt kann sich viel besser durch
ihre leeren Stellen definieren als durch ihre vollen.“ Wie bei Heldt ist es der Blick des Betrachters, der diesen Leerstellen Stimmungen und Geschichten einschreibt. Der Fotograf Michael Schmidt stellte in seiner Bilderserie Berlin nach 45 (1980) ebenfalls die Leerstellen der Stadt ins Zentrum und lieferte laut Hein ein Bild Berlins als „unbewußter Ort“ in der Nachfolge Heldts.
In der Ausstellungs- und Schriftenreihe Altenbourg im Dialog setzte Julia M. Nauhaus 2014 Werner Heldt zu Gerhard Altenbourg in Bezug. Altenbourg hatte Heldt zwar nicht persönlich kennengelernt, besaß aber mehrere Zeichnungen von ihm. Beeinflusst war er insbesondere von einer begeisterten Besprechung Heldts durch Erhart Kästner im Essay Lerchenschule (1964): „Dem Auftritt der Farbe eine Erwartung gemacht wie schon lange nicht mehr. Eine ganz leere Bühne. Da wird Farbe zur Zukunft. Da wird Leere zur unvergleichlichen Schanze.“ Altenbourg hielt den Text für „das schönste und hellste Stück Prosa über einen Maler“. Heldts Bilder und Kästners Prosa verknüpften sich für ihn zu einem Kreis „Heldt – Kästner – Altenbourg“, den er in seinem Bild Aufschein (1977, im Besitz von Kästners Witwe) künstlerisch umsetzte.
Eine Ausstellung der Stiftung Kunstforum der Berliner Volksbank brachte 2024 unter dem Titel 100 Jahre Held(t)en die beiden Künstler Werner Heldt und Burkhard Held zusammen. Beiden wird eine ähnliche Bildsprache der „sachlich abstrakten Expressivität“ attestiert: „Die räumlichen Konstellationen, Gestalten und Objekte entstehen in der Erweiterung des Raumes, bzw. im Durchdringen, Dehnen und Formen von Fläche und der Befreiung von Grenzen.“ Ingeborg Ruthe ergänzt, dass der äußere Eindruck mit der inneren Gefühlswelt verknüpft wird: „Als Grundstimmung der Sehnsucht. Und der Hoffnung.“
Werner Gilles widmete seinem Freund 1955 den zwölfteiligen Aquarell-Zyklus Heidnische Gräber am Meer. Das Aquarell Die Schlucht (1957), das er auf der documenta II ausstellte, verstand Gilles als Requiem für Werner Heldt und gab es nicht in den Verkauf. Im Jahr 1976 widmete Erich Arendt Heldt das Gedicht Gedenken Werner Heldts. In Jürgen Beckers Erzählung Der fehlende Rest (1997) führt eine Reise des Protagonisten zum Grab Werner Heldts nach Ischia und wird zum Anlass einiger Gedanken über den „Berliner Trümmermaler“. Thomas Steinfeld sieht Becker und Heldt durch ihre „modernen Stilleben“ miteinander verbunden.
Auch im 21. Jahrhundert ist Werner Heldt auf dem Kunstmarkt präsent. Das Werk ist besonders auf Berliner Auktionen vertreten und steht laut Kristine Haarmann „hoch im Kurs“, wenn auch gelegentlich Lose keinen Abnehmer finden. Seit der Wende kamen insbesondere aus DDR-Privatbesitz zuvor unbekannte Arbeiten auf den Markt.

## Ausstellungen (Auswahl)

### Zeit des Nationalsozialismus
- 1938: Hamburg, Hamburger Kunsthalle (Kunstausstellung der NS-Gemeinschaft Kraft durch Freude)
- 1938: Rostock, Städtisches Kunst- und Altertumsmuseum (Ausstellung der Ateliergemeinschaft Klosterstraße)
- 1939: Hannover (107. Große Frühjahrsausstellung des Kunstvereins Hannover)
- 1939: Berlin (Die Ateliergemeinschaft Klosterstraße)

### Ausstellungen nach 1945
- 1948: 150 Jahre soziale Strömungen in der bildenden Kunst, Dresden[94]

Werner Heldt nahm an den ersten vier Jahresausstellungen des Deutschen Künstlerbundes teil:
- 1951: Hochschule für Bildende Künste, Berlin
- 1952: Staatenhaus (Messegelände), Köln
- 1953: Kunsthalle Hamburg
- 1954: Haus des Deutschen Kunsthandwerks, Frankfurt a. Main

postum:
- 1968: Kestnergesellschaft, Hannover
- 1985: Royal Academy of Fine Arts, London
- 1986: Staatsgalerie Stuttgart
- 1989/90: Kunsthalle Nürnberg, Berlinische Galerie, Kunsthalle Bremen
- 2008: Sonderausstellung der Stiftung Horn, Schloss Gottorf[96]
- 2024: Stiftung Kunstforum Berliner Volksbank 100 Jahre Held(t)en: Werner Heldt und Burkhard Held